# El misterio de la banca
El misterio de la banca (en inglés, The Mystery of Banking) es un libro de Murray Rothbard publicado en 1983, que explica el sistema moderno de la banca de reserva fraccional y sus orígenes. En el prefacio de junio de 2008 de la segunda edición (de 298 páginas), Douglas E. French sugiere que la obra también establece los "... efectos devastadores [de la banca de reserva fraccional] en la vida de todos los hombres, mujeres, y niños."
Rothbard dedicó su libro a Thomas Jefferson, Charles Holt Campbell, y Ludwig von Mises, todos "campeones de la moneda fuerte".